# Paravoca otagoensis
Paravoca otagoensis är en spindelart som beskrevs av Forster och Wilton 1973. Paravoca otagoensis ingår i släktet Paravoca och familjen mörkerspindlar. Inga underarter finns listade i Catalogue of Life.